# Afroneta tenuivulva
Afroneta tenuivulva é uma espécie de aranhas da família Linyphiidae encontradas no Congo. Foi descrita pela primeira vez em 2004.